# کاکوچ
کاکوچ (به مجاری:  Kakucs) یک شهرداری در مجارستان است که در ناحیه داباش واقع شده‌است. کاکوچ ۲۱٫۸۰ کیلومتر مربع مساحت و ۲٬۷۳۱ نفر جمعیت دارد.